# Na Zapadu ništa novo
Na zapadu ništa novo (njem. Im Westen nichts Neues), najznačajniji roman njemačkoga književnika Ericha Marie Remarquea i najpoznatiji roman s tematikom Prvog svjetskog rata. Ubraja se među književne klasike 20. stoljeća i klasike svjetske književnosti. Iako ga je sam Remarque obilježio nepolitičnim, roman se svrstava u proturatnu prozu, zbog čega je i bio na popisu zabranjenih knjiga u Trećem Reichu. Roman se također svrstava i u Bildungsromane, zbog naglaska na izgradnji glavnog lika kroz tijek fabule.
Izlazio je u nastavcima kao dodatak u liberalnim berlinskim novinama Vossische Zeitung između 10. studenog 1928. i 29. siječnja 1929. godine te se tiskao u 450.000 primjeraka. Ubrzo nakon objavljivanja prvih nastavaka izazvao je rasprave u njemačkoj javnosti, uglavnom kao predmet prepirke liberala i nacista.
Samo u prvih 18 mjeseci od objavljivanja preveden je na 22 jezika i prodan u 2,5 milijuna primjeraka. Do danas je preveden na 50 jezika i prodan u 40 milijuna primjeraka. 
Radnja romana odvija se na Zapadnom bojištu tijekom Prvom svjetskom ratu te prati sudbinu njemačkih vojnika koji, godinama izloženi strahotama modernog ratovanja, prolaze kroz teške tjelesne i psihološke traume nakon kojih više nisu sposobni uklopiti se u civilni život. Zbivanja se prikazuju s gledišta Paula Bäumera, mladića koji je kao dobrovoljac otišao u vojsku na poticaj učitelja i vlastitog domoljublja. Nakon što je iskusio oskudicu, ranjavanje i svjedočio pogiblji svojih školskih sudrugova, prijatelja i poznanika, postupno gubi vjeru u svoja načela te konačno i pogiba 1918. na dan kada službeni bilten njemačkog Vrhovnog zapovjedništva objavljuje kako »nema značajnih događaja na Zapadnom bojištu«.
Remarque je roman napisao djelomično nadahnut vlastitim ratnim iskustvima i potaknut željom da progovori o »naraštaju uništenom ratom, čak i ako je izbjegao granate«. 
Izvan Njemačke roman nije doživio kontroverze, već su mu, naprotiv, hollywoodske filmske adaptacije donijele veliku popularnost. Godine 1979. američka kuća CBS snimila je i televizijsku seriju, a roman je doživio i stripovsku i radijsku adaptaciju. 

## Vanjske poveznice
- B. M.: E. M. Remarque: Na zapadu ništa novo, KŠC Don Bosco
- (njem.) Im Westen nichts Neues na remarque.uos.de
- Na Zapadu ništa novo, mojtv.hr, film iz 1930.
- All Quiet on the Western Front (TV Movie 1979), IMDb, TV-film iz 1979.